# ラインホルト・マイヤー
ラインホルト・マイアー（ドイツ語: Reinhold Maier、1889年10月16日 - 1971年8月19日）は、ドイツ（西ドイツ）の政治家。1957年から1960年まで自由民主党 (FDP) 党首。バーデン＝ヴュルテンベルク州初代首相。

## 経歴
シュトゥットガルト近郊のショルンドルフ出身。父親は建築家で、宗派はプロテスタント。シュトゥットガルトのギムナジウムを卒業後、グルノーブル大学とテュービンゲン大学で法学を学ぶ。学生時代からリベラル思想の持ち主だった。ラーフェンスブルクでの司法修習を経て、ハイデルベルク大学で法学博士号を取得。第一次世界大戦に従軍後、1920年に弁護士免許を取得。
ヴァイマル共和国時代にはドイツ民主党に所属し、この党は1930年にドイツ国家党に合流した。1930年からヴュルテンベルク州経済大臣を務める。1932年にドイツ帝国議会議員に選出されるが、ナチスが政権をとると、1933年3月にナチスが提出した全権委任法に賛成票を投じ、その際の演説では「国民と祖国の利益のため、法治の回復を期待して、我々は疑念を抑えて全権委任法に賛成票を投じる」と締めくくっている。しかし直後に、この法律を根拠に議席を奪われて党も解散に追い込まれ、またヴュルテンベルク州経済大臣の地位も失った。さらにナチスの圧力でユダヤ人の血を引く妻との離婚を強いられ、妻と2人の子供はイギリスに亡命した。妻とは第二次世界大戦後に再婚している。

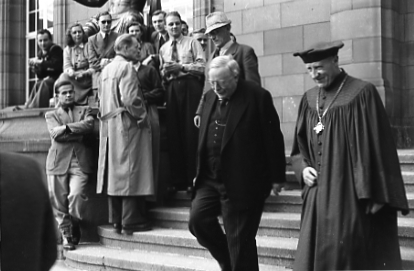
フライブルク大学を訪問したラインホルト・マイアー（1952年、右から2人目）

戦後の1945年に民主人民党結成に参加した。同党は現在、FDPのバーデン＝ヴュルテンベルク州支部となっている。また1945年から1952年まで、アメリカ軍軍政部の指名により、米国占領地域であったヴュルテンベルク＝バーデン州（現在のバーデン・ヴュルテンベルク州北部）首相に就任。1948年にリベラル新党であるFDPに合流。1952年に新たにバーデン＝ヴュルテンベルク州が発足すると、同州の首相となった。州議会第一党であったドイツキリスト教民主同盟 (CDU) を排除した、ドイツ社会民主党などとの連立政権であった。州首相として、1952年から1953年に持ち回り順で連邦参議院議長を務めた。1953年に短期間州の法相を兼任した。
CDUが勝利した1953年のドイツ連邦議会選挙で当選して州首相を辞任し、1959年まで連邦議会議員を務めた。1957年から1960年まで、第3代FDP党首を務めた。1969年にシュトゥットガルト市名誉市民。シュトゥットガルトで死去した。

## 関連文献
- Klaus-Jürgen Matz, Reinhold Maier (1889–1971). Eine politische Biographie, Düsseldorf 1989